# 三重県道118号津久居線
三重県道118号津久居線（みえけんどう118ごう つひさいせん）は、三重県津市を通る一般県道である。

## 概要
津市広明町から津市久居寺町に至る。

### 路線データ
- 起点：津市広明町（400番地の1[1]：県庁西交差点、三重県道10号津関線交点）
- 終点：津市久居寺町（1260番地の3[1]：寺町交差点、三重県道24号松阪久居線交点）
- 総延長：7,043 m

## 歴史
- 1972年（昭和47年）12月1日 - 路線認定[2]。
- 1973年（昭和48年）9月25日 - 区域決定[1]。

## 路線状況
津市中心街と副都心・久居を結ぶ路線である。他路線との重複区間を除いてほぼ南北に一直線に伸びる。北部は2車線道路だが、半田 地区から終点にかけて細道となっている。

### 重複区間
- 国道163号（津市八町1丁目 - 津市新町1丁目）
- 三重県道657号家所阿漕停車場線（津市半田・半田交差点 - 津市神戸・神戸小川橋西詰交差点）

### 道路施設

#### 橋梁
- 美濃屋橋（美濃野川、津市）
- 新町大橋（安濃川、津市）

観音寺町と東古河町を結ぶ、安濃川に架かる橋梁。三重県津建設事務所が管理するテレメータ水位観測所の「観音寺観測所」が左岸にある。
- 励精橋（岩田川、津市）

南新町と半田を結ぶ、岩田川に架かる橋梁。左岸に新町ポンプ場がある。
- 小川橋（小川、津市）

### 利用状況
平日12時間交通量
| 地点         | 台数     |
| ------------ | -------- |
| 津市観音寺町 | 12,204台 |
| 津市半田     | 08,547台 |

## 地理

### 通過する自治体
- 三重県
  - 津市

### 交差する道路
| 交差する道路                               | 交差する場所   | 交差する場所         |
| ------------------------------------------ | -------------- | -------------------- |
| 三重県道10号津関線                         | 広明町         | 県庁西交差点 / 起点  |
| 三重県道42号津芸濃大山田線                 | 東古河町       | 新町大橋南詰交差点   |
| 国道163号 重複区間起点                     | 八町1丁目      |                      |
| 国道163号 重複区間終点                     | 新町1丁目      |                      |
| 三重県道657号家所阿漕停車場線 重複区間起点 | 半田           | 半田交差点           |
| 三重県道657号家所阿漕停車場線 重複区間終点 | 神戸（かんべ） | 神戸小川橋西詰交差点 |
| 国道23号 / 中勢バイパス                    | 半田           | 半田東交差点         |
| 国道165号                                  | 久居北口町     | 北口交差点           |
| 三重県道24号松阪久居線                     | 久居寺町       | 寺町交差点 / 終点    |

### 沿線
- 三重県庁舎
  - 三重県議会議事堂
- 偕楽公園
- みえ社会保険センター
- 三重県神社庁
- 三重大学教育学部附属小学校
- クレハエラストマー津工場
- 安濃川
- 津市立西橋内中学校
- 津信用金庫新町支店
- 近鉄名古屋線 津新町駅
- 三十三銀行津新町支店
- プラザ桐津（公立学校共済組合津宿泊所）
- 特定医療法人同心会遠山病院
- 岩田川
- 三重県立津工業高等学校
- JA津安芸神戸支店半田店
- 磨洞温泉
- 中西金属工業三重工場
- 国土交通省中部地方整備局三重河川国道事務所雲出川出張所